# Pseudolucia parana
Pseudolucia parana is een vlinder uit de familie van de Lycaenidae. De wetenschappelijke naam van de soort is voor het eerst geldig gepubliceerd in 1993 door Bálint. Deze vlinder komt voor in het zuidoosten van Brazilië.

## Ondersoorten
- Lycaena griqua Schaus, 1902 non Lycaena griqua Trimen, 1887